# کینگ فون
کینگ وان (انگلیسی: King Von; ۹ اوت ۱۹۹۴ – ۶ نوامبر ۲۰۲۰) خواننده رپ، خواننده، و ترانه‌پرداز اهل ایالات متحده آمریکا بود. بین سال‌های ۲۰۱۸ تا ۲۰۲۰ میلادی فعالیت می‌کرد. او یکی از برترین و مطرح ترین رپر های سبک دریل بود. در ۶ نوامبر ۲۰۲۰ در سن ۲۶ سالگی در آتلانتا، جورجیا به ضرب گلوله به قتل رسید. وی در ۱۴ نوامبر ۲۰۲۰ در زادگاهش شیکاگو به خاک سپرده شد.
بنت به خاطر داستان‌سرایی و ترانه‌سرایی متمایزش، به‌ویژه با تک‌آهنگ «crazy story» در سال ۲۰۱۸ و تک‌آهنگ «took her to the o» در سال ۲۰۲۰، که هر دو گواهینامه پلاتین سه‌گانه از انجمن صنعت ضبط آمریکا (RIAA) دریافت کردند، شناخته شد. دومی پیش از انتشار اولین آلبوم استودیویی او، در سال ۲۰۲۰«welcome to O Block»، در بین ۵۰ آهنگ برتر بیلبورد هات ۱۰۰ قرار گرفت. این آلبوم هم از نظر انتقادی و هم از نظر تجاری موفقیت کسب کرد و در رتبه پنجم بیلبورد ۲۰۰ قرار گرفت و گواهینامه پلاتینیوم دریافت کرد.بنت پس از امضای قرارداد با ناشر موسیقی لیل درک ، «only the family»، در سال ۲۰۱۸، نقش کلیدی در رشد این ناشر ایفا کرد. این همکاری منجر به انتشار میکس‌تیپ‌های « Grandson Vol 1» شد.  (۲۰۱۹) که در بین ۵۰ آهنگ برتر بیلبورد ۲۰۰ قرار گرفت، و Levon James(۲۰۲۰) که به جمع ۴۰ آهنگ برتر رسید و حضور او را در صنعت رپ، پیش از انتشار اولین آلبوم استودیویی‌اش، بیش از پیش تثبیت کرد.
در ۶ نوامبر ۲۰۲۰، بنت در سن ۲۶ سالگی در آتلانتا، جورجیا، پس از یک درگیری در بیرون یک کلوپ شبانه، به ضرب گلوله کشته شد. با وجود درگذشت او، میراث او پس از مرگ با انتشار آلبوم « what it means to be a king » در سال ۲۰۲۲ ادامه یافت که در رتبه دوم بیلبورد ۲۰۰ و همچنین آلبوم «Grandson» در سال ۲۰۲۳ قرار گرفت. سهم او در این ژانر همچنان تأثیرگذار است

## اوایل زندگی
دیوون داکوان بنت در 9 اوت 1994 در شیکاگو، ایلینوی متولد شد.او شش خواهر و برادر ناتنی از پدرش، والتر ای. بنت، و سه خواهر و برادر از مادرش، تائشا، داشت. او بیشتر توسط مادرش در خانه‌های باغ پارک‌ وی گاردن، منطقه‌ای که بیشتر با نام "O'Block" شناخته می‌شود، بزرگ شد. این منطقه در ضلع جنوبی شیکاگو در منطقه اجتماعی گریتر گرند کراسینگ واقع شده است.
رابطه او با پدرش به دلیل حبس پدرش ناپایدار بود. وقتی وان 11 ساله بود، پدرش توسط یک فرد ناشناس مسلح به قتل رسید.
وان بعدها در چندین سخنرانی به پدرش ادای احترام کرد.

## مشکلات قانونی
وان از طریق همکاری‌اش باچیف کیف و درک، در پیدایش موسیقی دریل حضور داشت. با این حال، او در طول دهه ۲۰۱۰ به دلیل اتهامات جنایی سنگین متعدد، بارها زندانی شد و همین امر باعث شد که حتی قبل شروع ضبط موسیقی، در صحنه دریل شیکاگو شناخته شود.
بنت در سن 16 سالگی، در ژانویه 2011 به جرم سرقت مسلحانه به بازداشتگاه نوجوانان رفت. بنت در حین حبس، مدرک دیپلم عمومی خود را دریافت کرد. پس از آزادی، بنت قبل از ترک تحصیل، در چند کلاس در کالج ساوت سابربن در ساوت هالند، ایلینوی شرکت کرد.
در ژوئیه ۲۰۱۴، بنت به یک فقره قتل درجه یک و دو فقره اقدام به قتل در ارتباط با تیراندازی که منجر به کشته شدن یک نفر و زخمی شدن دو نفر دیگر شد، متهم شد.پس از بیش از سه سال بازداشت در زندان کوک کانتی، در دسامبر ۲۰۱۷ تبرئه شد و فعالیت موسیقی خود را آغاز کرد. 

## مرگ
در 6 نوامبر 2020، حدود ساعت 2:15 بامداد، بنت و گروهش در بیرون از کلاب موناکو هوکا در آتلانتا، جورجیا، با گروه کواندو راندو درگیر شدند. این اختلاف به سرعت به تیراندازی تبدیل شد و بنت چندین بار مورد اصابت گلوله قرار گرفت. او در شرایط بحرانی به بیمارستان منتقل شد و بعداً در همان روز در آنجا درگذشت. او 26 سال داشت.
دفتر تحقیقات جورجیا گزارش داد که دو نفر کشته و شش نفر زخمی شده‌اند. یکی از مردان زخمی، در حالی که به دلیل جراحت ناشی از گلوله تحت درمان بود، به جرم قتل بنت در بازداشت پلیس قرار گرفت. مظنون تیموتی "لیل تیم" لیکس، 22 ساله، خواننده رپ وابسته به کواندو راندو شناسایی شد.  در اوت 2023، اتهامات علیه لیکس طبق قانون "ایستادگی" جورجیا لغو شد.
در ۱۴ نوامبر ۲۰۲۰، بنت در گورستان بور اوک در السیپ، شهرستان کوک، ایلینوی به خاک سپرده شد.

## انتقام
اکتبر 2024، لیل درک رپر شیکاگویی و دوست صمیمی بنت، در نزدیکی فرودگاه بین‌المللی میامی به اتهامات فدرال، از جمله توطئه برای ارتکاب قتل ، دستگیر شد. اتهامات ادعا می‌کنند که بنکس نقشه‌ای را برای هدف قرار دادن رپر کواندو راندو، ظاهراً به تلافی قتل بنت در سال 2020، که منجر به مرگ پسرعموی کواندو راندو ساویا "لیل پاب" رابینسون، شد، ترتیب داده است.  پنج عضو گروه درک و وان، Only the Family (OTF)، نیز در ارتباط با این پرونده دستگیر شدند.

## یادبود
در طول شصت و چهارمین مراسم سالانه جوایز گرمی، بنت مورد یادبود قرار گرفت. 
در اوت 2021، نقاشی دیواری از کینگ‌وان توسط  کریس دوینز بر روی دیوار بزرگی مشرف به خیابان  مارتین لوتر کینگ مجتمع پارک وی گاردنز، جایی که وان بزرگ شده بود، نقاشی شد. این اثر به سفارش دلیله مارتینز، صاحب گالری هنری و بنیان‌گذار جنبش نقاشی دیواری، که خود را "پاسخی خلاقانه به قتل جورج فلوید" توصیف می‌کند، کشیده شد.  بنت با یک کلاه بیسبال وارونه و یک زنجیر نقره‌ای "O'Block" به تصویر کشیده شده بود. این نقاشی دیواری در میان ساکنان شیکاگو جنجال به پا کرد، و برخی استدلال کردند که این نقاشی خشونت باندها را ستایش می‌کند و جرایم مرتبط با باندها را به منطقه جذب می‌کند.  سرانجام، حدود سه سال پس از نمایش آن، در 29 نوامبر 2024، این نقاشی دیواری از پارک وی گاردنز برداشته شد.

## شمار قتل‌ها
بنت در طول زندگی خود با شایعات و اتهاماتی پیرامون دست داشتن در چندین قتل مواجه بودبر پایه برخی مستندات و تحقیقات غیر رسمی مانند مستند جنجالی«قاتل سریالی رپ» وی مظنون به دست داشتن در دست کم ده ها قتل بود اما با وجود نبود مستندات کافی و تحقیقات مورد نیاز این اتهامات نه رد و نه تایید شده و از این بین فقط دو فقره قتل به شکل رسمی وارد فرایند قضایی شد یکی مربوط  به قتل«مالکم استاکی» و دیگری«کی آی برنس» با این حال هیچ‌یک به صدور حکم نهایی محکومیت علیه او منجر نشد